# Flender Werke
«Флендер Верке» (нім. Flender Werke) — німецька суднобудівна компанія, що базувалася у Любеку у період з 1917 до 2002 року. Була заснована у 1917 році як філія Brückenbau Flender AG у місті Бенрат на Рейні. У 1926 році вона стала повністю незалежним підприємством і була перейменована на Lübecker Flenderwerke AG. Згодом вона стала однією з найбільших верфей Німеччини, загалом побудувавши близько 700 кораблів, суден і підводних човнів.
Під час Другої світової війни «Флендер Верке» побудувала 2 підводні човни типу II і 40 підводних човнів типу VII для Крігсмаріне.
Після війни компанія «Флендер Верке» продовжила будувати торговельні судна, а в 1973 році була перейменована на Flender Werft AG. У 2002 році компанія закрилася через неплатоспроможність.